# 消臭剤
消臭剤（しょうしゅうざい）は、特定の悪臭を除去するための薬剤。業務用や家庭用があるが、一般には居間やトイレ、衣類の汗など日常での悪臭を消すために用いられる家庭用消臭剤を指すことが多い。なお、芳香剤も生活での消臭目的に用いられるものが多いため、一般に芳香・消臭剤として一括りにされることが多い。静岡県の実業家である松浦令一によって命名された。似たような薬剤である脱臭剤、防臭剤についても、ここで説明する。

## 消臭剤・防臭剤・脱臭剤の違い
厚生労働省は、それぞれの違いを以下の様に定義している。
- 消臭剤 - 臭気を化学的・生物的作用等で除去又は緩和するもの
- 脱臭剤 - 臭気を物理的作用等で除去又は緩和するもの
- 防臭剤 - 臭気を他の香り等でマスキングするもの

なお、芳香剤は、空間に芳香を付与するものと定義している。

## 容器、形の種類
部屋用消臭剤は大きく分けると
- 置き型部屋用消臭剤
- スプレー式部屋用消臭剤

の2つに分類される。一般的に、置き型は普段のにおいを取り除く効果があり、スプレー式は一時的に発生したにおいを取る目的で使用される。

## 悪臭の原因
悪臭には大きく分けて3つのタイプがある。これを日常生活に投影すると、トイレ、台所、タバコ、排水溝、ゴミ箱（特に台所）、下駄箱などが対象となる。
- 脂肪酸系（体臭、汗など）
- 窒素化合物系（腐敗した尿、生臭さなど）
- 硫黄化合物系（糞便など）

## 消臭のメカニズム
消臭剤におけるメカニズムは大きく分けて4種類ある。

### 化学的消臭法
悪臭の元となる成分を消臭剤の成分と化学反応させ、無臭の成分にしてしまう方法。直接化学反応させる中和反応と酸化物を消臭成分に入れ、悪臭成分を無臭の酸化物に変える酸化反応がある。中和反応においては、以下のメリットとデメリットをあげることが出来る。
メリット
選択性の高い消臭（狙った悪臭原因物質に的を絞った消臭）が可能。消臭容量（吸着容量）が比較的大きい。悪臭原因物質の再放出が非常に起きにくい。
デメリット
一つの消臭剤で、複数の悪臭原因物質（特に極性の異なるもの）の消臭を同時に行うことが比較的困難。

### 物理的消臭法
悪臭の元となる成分を抑え込んだり、包み込んだりしてしまう物質を用いる消臭法。悪臭成分を抑え込んだり、包み込んだりして、臭いを発生させないようにする方法である。そのタイプによって吸着、包摂といった種類がある。物理的消臭法については、以下のメリットとデメリットをあげることが出来る。
メリット
一つの消臭剤で、複数の悪臭原因物質の消臭を同時に行うことが、比較的容易。
デメリット
選択性の高い消臭（狙った悪臭原因物質に的を絞った消臭）が比較的困難。消臭容量（吸着容量）が、比較的小さい。悪臭原因物質の再放出が起き易い。

### 生物的消臭法
生ゴミなどバクテリアの繁殖による悪臭を消す方法。抗菌剤などを用いて繁殖を抑止する方法や微生物を用いて、バクテリアを分解してしまう方法などがある。

### 感覚的消臭法
悪臭を芳香成分で包み込んでしまう方法。芳香成分を強くして、悪臭をごまかしてしまうマスキングという方法と、悪臭の元となる化学成分を良い香りの元となる構成成分に取り込んでしまうペアリングという方法がある。効果が高いのは後者である。有害な悪臭原因物質の消臭という観点から見た場合は、効果を得ることは出来ない。

## 芳香剤
芳香剤は果物や花卉、樹木などの匂いで悪臭をマスキングする、また単純に香りを付けるものである。基本的に消臭成分は入っていない。かつては化学合成による香料が中心だったが、今日では純粋な天然成分を用いたものも多い。
また、消臭剤にも大抵芳香成分が入っている。芳香として好まれるものはラベンダー、バラなどの花木、りんご、レモン、桃などの果物、石鹸などであるが、近年は樹木の香りや素材そのものの消臭成分を生かした緑茶、竹、木炭といったものもある。

## 消臭剤のタイプ
- 置き型（トイレ用、リビング用など置いて使うタイプ。インテリア用として装飾されたものや、器が陶器製のものなどもある）
- スプレー剤（悪臭の発生源に直接振りかけるタイプ。リビング、トイレ、生ゴミ、エアコン用のほか、エチケット目的で開発された携帯品などがある）
- 吊り下げ型（主にトイレ用。吊り下げて使用するタイプ）
- タンク用（手洗い付き水洗トイレでタンクの水盆に置くタイプ及びタンクに直接薬剤を投入するタイプ）
- 小便器用トイレボール（男性用小便器に入れて使う）
- 衣類用（衣類やファブリック品に振りかけるタイプ）

## メーカー
- ハル・インダストリ（最初に作った会社[要出典]。エアソフィア）
- 花王（リセッシュ）
- プロクター・アンド・ギャンブル（ファブリーズ）
- エステー（消臭力）
- 小林製薬（サワデー・消臭元・無香空間・キムコ）
- 白元アース（ノンスメル）
- ライオン（NANOX）
- アース製薬（スッキーリ!）
- 積水化学工業（ナノトタル）